# Golshahr
Golshahr (farsi گلشهر) è una città dello shahrestān di Golpayegan, circoscrizione Centrale, nella Provincia di Esfahan. 